# 암흑물질 은하
암흑 물질 은하(영어: Dark Matter Galaxy NGC 4388)는 처녀자리에 위치한 암흑 은하이자 나선 은하이다. 보통 여기서 말하는 것은 NGC 4388을 의미하며 NGC 4388은 중심에서 X선이 방출되고 있다. 그리고 이 은하의 중심에 초대질량 블랙홀이 있으며 초대질량 블랙홀 주위에 강착 원반이 존재한다. 세이퍼트 은하 2형이다.